# Флаг Новочеркасска
Флаг городского округа «Город Новочерка́сск» Ростовской области Российской Федерации.
Флаг городского округа «Город Новочеркасск» (далее — флаг города) является символом городского статуса, власти и самоуправления.
Флаг города — святыня городского сообщества, символ единства и взаимодействия горожан, подлежащий защите как внутри города, так и за его пределами.
Флаг города символизирует городское сообщество независимо от вероисповедания и национальности его членов, их принадлежности к партиям и общественным движениям. Он соответствует установившимся традициям и составлен по правилам геральдики.
Флаг утверждён 27 июня 2005 решением городской Думы № 24, которое 26 августа 2005 года, решением городской Думы № 35, было признано утратившим силу (кроме описания флага) и было принято новое Положение о флаге города.

## Описание флага
Флаг города представляет собой прямоугольное полотнище «золотого сечения» (соотношение высоты к длине 2/3) и состоит из трёх равновеликих прямоугольных полей, повторяющих цвета герба города. Прямоугольные поля располагаются сверху вниз в следующем порядке: синее, жёлтое и красное, соответствуя цветам флага Всевеликого Войска Донского.

По геральдическому толкованию цветов — синий цвет — это символ чести и славы, искренности и преданности традициям многих поколений донского казачества; жёлтый — это цвет степи, соответствует ландшафту основной территории Войска Донского, символизирует верховенство, величие, уважение, великолепие, богатство; красный цвет — это цвет истории казачества и нашего времени, символизирует право, силу, мужество, любовь и храбрость.
На флаге города, в центре, в пределах высоты жёлтой полосы изображён до половины вылетающий чёрный двуглавый орёл с золотыми клювами и красными (червлёными) языками, увенчанный тремя золотыми императорскими коронами с тонкой красной подкладкой и самоцветами. Он символизирует государеву службу. Двуглавый орёл символизирует силу, свободу и могущество.
Габаритные размеры двуглавого орла должны вписываться в высоту жёлтой полосы флага, а размах крыльев составлять не более 1/2 длины полотнища.